# O’Neal Compton
Belton O’Neal Compton (Sumter, Dél-Karolina, 1951. február 5. – Columbia, Dél-Karolina, 2019. február 18.) amerikai színész.

## Filmjei

### Mozifilmek
- A szerelem Harley Davidsonon érkezik (Don't Tell Her It's Me) (1990)
- Made in America (1993)
- Tina (1993)
- Amit szerelemnek hívnak (The Thing Called Love) (1993)
- Világverők (Little Big League) (1994)
- Nell, a remetelány (Nell) (1994)
- Nixon (1995)
- Az ördög háromszöge (Diabolique) (1996)
- A nemzet színe-java (Primary Colors) (1998)
- Deep Impact (1998)
- Életfogytig (Life) (1999)
- Big Eden (2000)
- El a kezekkel a feleségemtől (Picking Up the Pieces) (2000)
- Ráérsz megölni (Kill Me Later) (2001)

### Tv-filmek
- Brother Future (1991)
- Anyuci tutira megy (The Positively True Adventures of the Alleged Texas Cheerleader-Murdering Mom) (1993)
- When Love Kills: The Seduction of John Hearn (1993)
- Az 50 láb magas nő támadása (Attack of the 50 Ft. Woman) (1993)
- Gyilkos barátság (Murder Between Friends) (1994)
- Roadracers (1994)
- Shaughnessy (1996)

### Tv-sorozatok
- Quantum Leap – Az időutazó (Quantum Leap) (1992, egy epizódban)
- Dream On (1992, egy epizódban)
- Parker Lewis sohasem veszít (Parker Lewis Can't Lose) (1992, egy epizódban)
- Üzenet Hollytól (A Message from Holly) (1992, egy epizódban)
- Delta (1992, két epizódban)
- Házi barkács (Home Improvement) (1993, egy epizódban)
- The Wonder Years (1993, egy epizódban)
- Harts of the West (1993, egy epizódban)
- Grace Under Fire (1993, egy epizódban)
- Martin (1994, egy epizódban)
- Rebel Highway (1994, egy epizódban)
- Lois és Clark: Superman legújabb kalandjai (Lois & Clark: The New Adventures of Superman) (1995, egy epizódban)
- Coach (1995, egy epizódban)
- The Single Guy (1995, egy epizódban)
- Seinfeld (1995, 1997, két epizódban)
- Orleans (1997, öt epizódban)
- LateLine (1998, egy epizódban)
- Ötösfogat (Party of Five) (1998, egy epizódban)

## További információ
- O’Neal Compton a PORT.hu-n (magyarul)
- O’Neal Compton az Internetes Szinkronadatbázisban (magyarul)
- O’Neal Compton az Internet Movie Database-ben (angolul)
- O’Neal Compton a Rotten Tomatoeson (angolul)